# Hainzenberg
Hainzenberg è un comune austriaco di 727 abitanti nel distretto di Schwaz, in Tirolo.